# Zelenodol'sk (Tatarstan)
Zelenodol'sk (in russo Зеленодольск?; in tataro Яшел Үзән, Yaşel Uzän) è una città della Russia che si trova nella Repubblica autonoma del Tatarstan. Fondata nel 1865 sulle rive del Volga dove sorgeva Porat, villaggio dei Mari, ottenne lo status di città nel 1932 ed è capoluogo del Zelenodol'skij rajon. 
È sede di famosi cantieri navali fondati nel 1895, nei quali durante la guerra fredda venivano progettate navi da guerra.
La cittadina, che si trova a 38 chilometri da Kazan', nel 1973 aveva 100.100 abitanti, nel 1989 94.079, nel 2002 100.139 e 99.100 nel 2008.